# Motomiya
Motomiya (japanska: 本宮市?, Motomiya-shi) är en stad i Fukushima prefektur i Japan. Staden bildades 2007.